# Кубок Латвії з футболу 2007
Кубок Латвії з футболу 2007 — 66-й розіграш кубкового футбольного турніру в Латвії. Титул вчетверте здобув Вентспілс.

## Календар
| Раунд        | Дата              | Матчі | Клуби   |
| ------------ | ----------------- | ----- | ------- |
| Перший раунд | 27-29 квітня 2007 | 10    | 45 → 35 |
| Другий раунд | 4-6 травня 2007   | 11    | 35 → 24 |
| Третій раунд | 12-13 травня 2007 | 8     | 24 → 16 |
| 1/8 фіналу   | 27 травня 2007    | 8     | 16 → 8  |
| 1/4 фіналу   | 17 червня 2007    | 4     | 8 → 4   |
| 1/2 фіналу   | 3 вересня 2007    | 2     | 4 → 2   |
| Фінал        | 30 вересня 2007   | 1     | 2 → 1   |

## Перший раунд
| Команда 1               | Рахунок      | Команда 2             |
| ----------------------- | ------------ | --------------------- |
| 27 квітня 2007          |              |                       |
| ВІКІ НС (Кекава) (3)    | 4:1          | Олайне (3)            |
| 28 квітня 2007          |              |                       |
| Плявіняс (3)            | 1:4          | ДЮСШ Прейлі (3)       |
| Валка (3)               | 1:1 пен. 3:4 | Айзкраукле (3)        |
| 29 квітня 2007          |              |                       |
| ВТО (Вентспілс) (4)     | 2:7          | Вієсуліс (Рига) (3)   |
| ОСЦ/ФК33 (Огре) (3)     | 6:1          | ДЮСШ Ливани (3)       |
| Динамо-Ринужі/ЛАСД (3)  | 6:0          | Гулбене-2005 (3)      |
| Добеле (3)              | 2:0          | Спартакс (Юрмала) (3) |
| Офрісс (Рига) (3)       | 0:7          | Кварц (Мадона) (3)    |
| Варавішкне (Лієпая) (3) | 7:2          | Бауський район (3)    |
| Цериба (Кулдіга) (3)    | 2:1          | Упесціємс (3)         |

## Другий раунд
| Команда 1               | Рахунок | Команда 2                 |
| ----------------------- | ------- | ------------------------- |
| 4 травня 2007           |         |                           |
| Кварц (Мадона) (3)      | 0:4     | Мультибанк (Рига) (2)     |
| Динамо-Ринужі/ЛАСД (3)  | 4:2     | Єлгава (2)                |
| 5 травня 2007           |         |                           |
| Айзкраукле (3)          | 0:4     | Ауда (Рига) (2)           |
| Цериба (Кулдіга) (3)    | 0:3     | Віндава (2)               |
| Мерсрагс (3)            | 0:7     | Валмієра (2)              |
| ОСЦ/ФК33 (Огре) (3)     | 1:5     | Метта/ЛУ (2)              |
| 6 травня 2007           |         |                           |
| ДЮСШ Прейлі (3)         | 1:4     | Каугурі/ПБЛК (Юрмала) (2) |
| Вієсуліс (Рига) (3)     | 0:7     | Тукумс 2000 (2)           |
| Варавішкне (Лієпая) (3) | +:-     | Зібенс/Земессардзе (2)    |
| Добеле (3)              | 1:0     | ДЮСШ Ілуксте (2)          |
| ВІКІ НС (Кекава) (3)    | 7:1     | Абулс (Смілтене) (2)      |

## Третій раунд
| Команда 1                | Рахунок | Команда 2                 |
| ------------------------ | ------- | ------------------------- |
| 12 травня 2007           |         |                           |
| Метта/ЛУ (2)             | 3:0     | Тукумс 2000 (2)           |
| Валмієра (2)             | 0:4     | Блазма (2)                |
| Добеле (3)               | 0:6     | Віндава (2)               |
| Мультибанк (Рига) (2)    | 0:5     | Динамо-Ринужі/ЛАСД (3)    |
| ВІКІ НС (Кекава) (3)     | 0:5     | Варавішкне (Лієпая) (3)   |
| Даугава-90 (Рига) (2)    | 3:2     | РФШ/Фламінко (Рига) (2)   |
| 13 травня 2007           |         |                           |
| Яуніба/Парекс (Рига) (2) | 5:1     | Каугурі/ПБЛК (Юрмала) (2) |
| Транзит (2)              | 0:5     | Ауда (Рига) (2)           |

## 1/8 фіналу
| Команда 1                | Рахунок | Команда 2            |
| ------------------------ | ------- | -------------------- |
| 27 травня 2007           |         |                      |
| Метта/ЛУ (2)             | 2:3     | Олімпс               |
| Віндава (2)              | 0:1     | Металургс (Лієпая)   |
| Варавішкне (Лієпая) (3)  | 0:5     | Юрмала               |
| Блазма (2)               | 1:3     | Вентспілс            |
| Динамо-Ринужі/ЛАСД (3)   | 0:2 дч  | Рига                 |
| Даугава-90 (Рига) (2)    | 1:3     | Дінабург             |
| Яуніба/Парекс (Рига) (2) | 0:7     | Сконто               |
| Ауда (Рига) (2)          | 1:6     | Даугава (Даугавпілс) |

## 1/4 фіналу
| Команда 1      | Рахунок      | Команда 2            |
| -------------- | ------------ | -------------------- |
| 17 червня 2007 |              |                      |
| Вентспілс      | 3:0          | Металургс (Лієпая)   |
| Олімпс         | 1:1 пен. 5:4 | Дінабург             |
| Рига           | 1:3          | Сконто               |
| Юрмала         | 0:1          | Даугава (Даугавпілс) |

## 1/2 фіналу
| Команда 1            | Рахунок      | Команда 2 |
| -------------------- | ------------ | --------- |
| 3 вересня 2007       |              |           |
| Сконто               | 0:0 пен. 3:4 | Вентспілс |
| Даугава (Даугавпілс) | 1:2          | Олімпс    |

## Фінал
| 30 вересня 2007 |

| Вентспілс                  | 3:0      | Олімпс |
| -------------------------- | -------- | ------ |
| Рімкус 39' Бутрик 58', 70' | Протокол |        |

| Сконто, Рига Глядачів: 2 800 Арбітр: Андрій Сипайло |